# Karlsruher Virtueller Katalog
Karlsruher Virtueller Katalog (en español: Catálogo Virtual de Karlsruhe) es un motor de búsqueda de libros administrado por la biblioteca de la Universidad de Karlsruhe. Busca en un gran número de catálogos de bibliotecas de investigación de Alemania, Austria y Suiza, así como en varias importantes bibliotecas nacionales en otros países, y en algunos grandes catálogos comerciales. Se dice que abarca 500 millones de libros y publicaciones seriadas.